# Форо (район)
Форо — район зоби (провінції) Семіен-Кей-Бахрі, що в Еритреї. Столиця — місто Форо.